# Artena
Artena je italská comune v regionu Lazio. Má přibližně 14 tisíc obyvatel a rozlohu 54,8 km². Nachází se 47 km jihovýchodně od Říma.
Kdysi byla voluským městem. Do roku 1873 nesla jméno Montefortino.

## Geografie
Artena leží v pohoří Monti Lepini nad údolím řeky Sacco. Město je členem Comunità Montana Monti Lepini.
Obec zahrnuje části Colubro, Macere, Maiotini, Abbazia, Selvatico a Valli.